# Uzuncaorman, Hendek
Uzuncaorman là một xã thuộc quận Hendek, tỉnh Sakarya, Thổ Nhĩ Kỳ. Dân số thời điểm năm 2008 là 1.019 người.